# Йозджан Дениз
Йозджан Дениз (на турски: Özcan Deniz) е известен турски актьор, певец и бивш футболист от кюрдски произход.

## Биография
Йозджан Дениз е роден на 19 май 1972 г. в турската столица Анкара, в семейството на кюрди. В България е познат с ролите си на Сеймен в „Имението с лозите“, на Нежат в „Млечният път“, където си партнира с Хатидже Аслан и Вилдан Атасевер, на Кахраман Йорукхан в „Част от мен“ и на Фарук Боран в „Завинаги“. Дениз е разведен, има син.

## Дискография

### Студийни албуми
- Yine Ağlattın Beni (Ти отново ме разплака) (1992)
- Hadi Hadi Meleğim (Хайде, хайде ангел мой) (1993)
- Beyaz Kelebeğim (Моята бяла пеперуда) (1994)
- Yalan Mı? (Лъжа ли е?) (1997)
- Çoban Yıldızı (Овчарска звезда) (1998)
- Aslan Gibi (Като лъв) (2000)
- Leyla (Лейля) (2002)
- Ses ve Ayrılık (Глас и разделяне) (2004)
- Hediye (Подарък) (2007)
- Sevdazede (Любов) (2009)
- Bi Düşün (Мисля за) (2012)

### Сингли
- Hadi Hadi Meleğim (1993)
- Yalan Mı? (1997)
- Yalvarırım (1997)
- Geçmiyor Günler (1998)
- Yaralı (1998)
- Utanıyorum (1998)
- Aslan Gibi (2000)
- Dön Desem (2002)
- Canım (2004)
- Kal De (2004)
- Sevdanın Rengi (2004)
- Bir Dudaktan (2007)
- Zorun Ne Benle Aşk (2007)
- Nasip Değilmiş (2007)
- Bir Dudaktan (Remix) (2007)
- İllallah (2009)
- Kalp Yarası (2009)
- Her Şey Değişir (with Pamela and Fuat) (2009)
- Merakımdan (2012)
- Aşk (2019)
- Allah Büyük (2020)
- Ben Yine Kendimle (2020)
- Ayrıntılarda Gizli (2020)